# Egon Schröder
Egon Gustav Schröder, född 31 oktober 1917 i Trollhättan död 30 april 1954 i Göteborg, var en svensk målare och posttjänsteman.
Han var son till posttjänstemannen Karl-Gustaf Schrœeder och Ebba Olsson och från 1941 gift med Gunborg Fiedler. Schröder var länge yrkesarbete inom posten och bedrev självstudier i målning som han kompletterade med några kurser vid Valands målarskola där han lärde känna Wilgot Lind. Tillsammans med Lind reste han på en studieresa till Paris där de studerade vid några olika privata akademier. 
De sista fem åren av sitt liv ägnade han sig helt åt konsten. En separatutställning på Galleri Aveny betydde genombrottet för honom och Göteborgs konstmuseum[källa behövs] förvärvade ett arbete av honom. Han hade då också haft framgång vid en utställning 1952, tillsammans med kamraten Wilgot Lind, på Galleri Brinken i Stockholm och tillsammans med Lind och Jöran Salmson ställde han ut i Skara 1953. Den kände konstsamlaren Falk Simon förvärvade tre målningar och med detta blev Egon Schröder representerad i Falk Simons samlingar. Hans kost består av mariner, hamnar, storstadskvarter utförd i olja, gouache, lackfernissad tempera, akvarell, pastell och vaxkrita. 
Egon Schröder avled på Valborgsmässoafton 1954 efter kort tids sjukdom, endast 36 år gammal. Han efterlämnade inte bara över 200 arbeten och målningar, utan också sin hustru Gunborg och två söner. Den rika produktion av målningar som han efterlämnade kom väl till pass för försörjning och skolgång av Egons Schröders anhöriga. En minnesutställning med hans konst visades på Galleri Aveny 1954.  